# توم ميدلتون (دي جيه)
توم ميدلتون (بالإنجليزية: Tom Middleton)‏ هو منتج أسطوانات ودي جيه وملحن بريطاني، ولد في 18 أغسطس 1971 في بليموث في المملكة المتحدة.

## وصلات خارجية
- الموقع الرسمي
- توم ميدلتون على موقع ميوزك برينز (الإنجليزية)
- توم ميدلتون على موقع ميوزك برينز (الإنجليزية)
- توم ميدلتون على موقع ميوزك برينز (الإنجليزية)
- توم ميدلتون على موقع ميوزك برينز (الإنجليزية)
- توم ميدلتون على موقع ميوزك برينز (الإنجليزية)
- توم ميدلتون على موقع ميوزك برينز (الإنجليزية)
- توم ميدلتون على موقع ميوزك برينز (الإنجليزية)
- توم ميدلتون على موقع أول ميوزيك (الإنجليزية)
- توم ميدلتون على موقع أول ميوزيك (الإنجليزية)
- توم ميدلتون على موقع أول ميوزيك (الإنجليزية)